# Peter Terting
Peter Terting, född 19 februari 1974 i Kempten Tyskland, är en tysk racerförare och testförare för Volkswagen Motorsport. 
Terting körde i DTM 2003 men skördade inga större framgångar. Han körde sedan i WTCC där han har vann ett lopp för Seat.